# درد شانه
درد شانه یک شکایت عمدهٔ بیماران با مشکلات شانه‌ای است، اگرچه ممکن است گاهی در ارتباط با بیماری‌ها و اختلالات شانه نباشد و از قسمت‌های دیگر به شانه انتشار یابد. درد شانه ممکن است درارتباط با مفاصل کمربند شانه‌ای (shoulder girdle) یا عناصر اطراف مفصل (periarticular) مربوط ایجاد شود. مطالعات لِنَندِر (Lennander) حاکی از این واقعیت است که تمام عناصر مفصلی و اطراف آن، مانند کپسول مفصلی، سینوویوم، ماهیچه، تاندون، فاسیا، لیگامان (رباط) و پریوست نسبت به درد حساس هستند، ولی غضروف و خودِ استخوان نسبت به تحریکات دردناک جواب نمی‌دهند.

## کمربند شانه‌ای
کمربند شانه‌ای از استخوان‌های زیر تشکیل می‌شود:
- استخوان بازو (هومروس)
- استخوان کتف (اسکاپولا)
- استخوان ترقوه (چنبر کلاویکولا)
- استخوان جناغ (استرنوم)

استخوان‌های کمربند شانه‌ای به گونه‌ای اتصال می‌یابند که باعث ایجاد چهار مفصل می‌گردند که عبارتنداز:
- مفصل شانه (گلنوهومرال)
- مفصل اخرمی-چنبری (آکرومیوکلاویکولار یا اُخرُمی-ترقوه‌ای)
- مفصل جناغی-چنبری (استرنوکلاویکولار یا جناغی-ترقوه‌ای)
- مفصل کتفی-سینه‌ای (اسکاپولوتوراسیک)، که بیشتر یک اتصال است تا یک مفصل حقیقی. این قسمت نقش مهمی در حرکت دور کردن شانه در هماهنگی با مفصل شانه دارد.

### مفصل شانه
مفصل شانه یا مفصل گلنوهومرال جزئی از کمربند شانه‌ای است. بیشترین میزان حرکت در کمربند شانه‌ای مربوط به مفصل شانه بوده و سه مفصل دیگر از تحرک کمتری برخوردارند. این مفصل به شکل گوی و کاسه‌ای بوده و نوعی از مفاصل سینوویال است که در آن سر گرد هومروس (استخوان بازو) در داخل حفره کم عمق گلنوئید اسکاپولا (استخوان کتف) قرار می‌گیرد. برخلاف مفصل ران که مفصل پایداری بوده و توسط حفره عمیق استابولار(asetabular) حمایت می‌شود، مفصل شانه یک مفصل متحرک با حفرهٔ کم‌عمق گلنوئید (glenoid) است. تحرک زیاد مفصل شانه یک عامل مهم بی‌ثباتی آن محسوب می‌شود و بنابراین مستعد آسیب بسیاری است (به‌ویژه دررفتگی).
اگرچه مفصل شانه یک مفصل ناپایدار است، ولی عوامل زیر در ثبات مفصل نقش دارند:
- عضلات روتاتور کاف
- رباط گلنوهومرال
- ماهیچه دوسر بازویی (سر دراز عضله)
- بخش پشتی کپسول مفصل شانه
- لبروم گلنوئید که باعث افزایش عمق حفره گلنوئید می‌گردد

## علل درد شانه
عوامل مختلفی باعث درد شانه می‌گردند که به‌طورکلی عبارتنداز:
- التهاب تاندون و بورس
- آسیبهای عضلانی
- بی‌ثباتی مفصل شانه و موارد دررفتگی
- پیچ‌خوردگی و موارد دررفتگی مفصل آکرومیوکلاویکولار
- نشانگان گیرافتادگی شانه
- بعضی از بیماری‌ها
- شکستگی استخوان‌های شانه (کمربند شانه‌ای)
- دردهای انتشاری یا ارجاعی
- علل دیگر

### التهاب تاندون‌ها
به التهاب تاندون (وتر) عضلات، تاندونیت می‌گویند که شایع‌ترین عامل درد شانه است. تاندونیت عبارت است از یک ضایعه خفیف در تاندون به صورت پارگی‌های میکروسکوپی که با یک مرحله التهابی (درجه پایین) دنبال می‌گردد. عضلاتی که در شانه به میزان بیشتری دچار تاندونیت می‌شوند عبارتند از:
- عضله فوق خاری (سوپرااسپیناتوس)
- عضله دوسر بازو (بای‌سپس)
- عضله تحت کتفی (ساب اسکاپولاریس)
- عضله گرد کوچک (ترس مینور)
- عضله تحت خاری (اینفرااسپیناتوس)

عضلات فوق (به‌جز عضلهٔ دوسر بازو) به نام عضلات کلاهک چرخاننده(روتِیتور کاف) خوانده می‌شوند.
در بیمارانی که دچار التهاب‌های تکراری در تاندون هستند رسوب نمک‌های کلسیم را می‌توان در نواحی ملتهب یافت که به این حالت تاندونیت کلسیفیه می‌گویند. نکته مهم این است که در این ناراحتی (رسوب کلسیم و ورم حاد کلاهک چرخاننده) نباید از گرمای موضعی استفاده کرد، زیرا ناراحتی بیمار را تشدید می‌کند، ولی سرمای موضعی در تسکین درد مؤثر است.

### التهاب بورس
به التهاب بورس‌ها که جداکنندهٔ عضلات و در نتیجه کاهش‌دهندهٔ اصطکاک میان آن‌ها هستند، بورسیت (bursitis) گفته می‌شود. التهاب بورس‌ها نسبت به التهاب تاندون‌ها کمتر بوده و در بیشتر موارد وجود تاندونیت شانه و عدم درمان آن باعث ایجاد بورسیت نیز می‌گردد. گاهی در اثر پارگی نسوج اطراف تاندون، رسوب نمک‌های کلسیم در بورس زیر آکرومیون اتفاق افتاده و در نتیجه حالتی موسوم به بورسیت کلسیفیه (calcific bursitis) بروز پیدا می‌کند.
طولانی شدن تاندونیت‌ها و بورسیت‌ها در شانه، باعث تشدید درد و آسیب بافت‌های اطراف آن شده که در نهایت منجر به شانه منجمد می‌گردد. در بیماری شانهٔ منجمد، دامنهٔ حرکات شانه کاهش می‌یابد.

### پارگی عضلات
پارگی عضلات روتاتور کاف و تاندون دوسر بازویی شایع بوده و ممکن است در ارتباط با عوامل ذیل باشد:
- ضربه به کمربند شانه‌ای (مثلاً به دنبال زمین‌خوردن)
- تغییرات تخریبی تاندون به علت افزایش سن (پیری)
- انقباضات عضلانی شدید
- آسیب‌های قبلی عضلات و عدم درمان به موقع آن (مثلاً تاندونیت درمان نشده)
- فعالیت‌های تکراری و بیش از حد معمول (حتی با نیروی کم)
- مجاورت با نواحی غیرطبیعی استخوانی به علت رشد بیش از حد یا وجود زواید استخوانی در محل تاندون عضلات

عضلاتی که بیشتر درگیر می‌شوند شامل
- عضلات کلاهک چرخاننده (روتاتور کاف)
- عضله دوسر بازویی (بایسپس)

از مهم‌ترین وظایف عضلات روتاتور کاف، ثابت نگه داشتن سر استخوان بازو در حفره گلنوئید استخوان کتف (اسکاپولا) است. از میان عضلات روتاتور کاف، عضله فوق خاری (سوپرااسپیناتوس) نسبت به عضلات دیگر بیشتر آسیب می‌بیند. این عضله به علت شرایط خاصی که از نظر موقعیت آناتومیکی دارد، فشارهای زیادی را متحمل شده و همچنین کاهش خون‌رسانی در ناحیه خاصی از آن، زمینه‌های پارگی بیشتری را فراهم می‌کند. عضله دیگری که ممکن است دچار پارگی و اختلال عملکرد گردد، عضلهٔ دوسر بازویی است.
به‌طور کلی پارگی عضلات روتاتور کاف (RC) و دوسر بازویی، به دو صورت ناقص یا کامل است. اگر پارگی کامل باشد، بیمار قادر به انجام یک حرکت خاص نیست. در پارگی ناقص علاوه بر اختلال در دامنه حرکات شانه، بیماران از درد شانه نیز شکایت دارند.

### بی‌ثباتی مفصل شانه و دررفتگی آن
مفصل شانه برخلاف مفصل ران ثبات زیادی ندارد ولی در عوض دامنه حرکات آن زیاد بوده و به علت این ناپایداری است که دررفتگی مفصل شانه از سایر دررفتگی‌ها بیشتر است. دررفتگی‌های مفصل شانه تقریباً ۵۰٪ از کل دررفتگی‌های بدن را تشکیل می‌دهند. بیشتر دررفتگی‌های این مفصل به سمت جلو بوده و کمتر به طرف عقب اتفاق می‌افتند. دررفتگی‌های مفصل شانه، یک عامل مهم ایجاد درد و محدودیت شدید حرکات شانه هستند.

### پیچ‌خوردگی و موارد دررفتگی مفصل آکرومیوکلاویکولار
این مفصل میان استخوان ترقوه و آکرومیون استخوان کتف ایجاد می‌گردد. آسیب شدید رباط‌های مفصل آکرومیوکلاویکولار (AC joint)، منجر به گسیختگی مفصل می‌گردد. شایع‌ترین علت گسیختگی (دررفتگی) این مفصل، افتادن روی شانه است. رباط‌هایی که در ثبات مفصل آکرومیوکلاویکولار نقش دارند عبارتنداز:
- رباط آکرومیوکلاویکولار
- رباط کوراکوکلاویکولار

پیچ‌خوردگی مفصل آکرومیوکلاویکولار در ورزشکاران شایع است. میزان پیچ‌خوردگی که ممکن است همراه با نیمه‌دررفتگی یا دررفتگی باشد، به شدتِ ضربهٔ واردشده و سیستم عضلانی اسکلتیِ فرد بستگی دارد.

### نشانگان گیرافتادگی شانه
نشانگان گیرافتادگی شانه عبارت است از اختلال در فضای زیراخرمی (ساب آکرومیال) که منجر به فشار بر تاندون‌های کلاهک چرخاننده (به ویژه تاندون ماهیچه فوق خاری)، تاندون سر دراز دوسر بازویی و بورس زیراخرمی (ساب آکرومیال) می‌گردد. این سندرم معمولاً در ورزشکاران و کارگرانی که عمل دور کردن شانه را به صورت تکراری و در دامنه‌ای بیشتر از ۹۰ درجه انجام می‌دهند، اتفاق می‌افتد، اگرچه احتمال درگیری در افراد کم‌تحرک نیز وجود دارد.

### بیماری‌ها
برخی از بیماری‌هایی که باعث درگیری و درد شانه می‌گردند عبارتنداز:
- شانه منجمد
- آرتروز شانه
- آرتروز مفصل آکرومیوکلاویکولار
- بعضی از تومورها
- سل شانه
- آرتریت روماتوئید شانه

#### شانه منجمد
نام‌های دیگر بیماری شانه منجمد، یخ زدگی شانه و کپسولیت چسبنده است. به دلیل چسبندگی در کپسول مفصل شانه، به نام کپسولیت چسبنده خوانده می‌شود. از ویژگی‌های مهم شانه منجمد، کاهش دامنه حرکات مفصل شانه (گلنوهومرال) در تمامی جهت‌ها است و در نتیجه این مسئله باعث اختلال در حرکات هماهنگ سایر مفاصل کمربند شانه‌ای نیز می‌گردد. از علایم دیگر این بیماری، درد شانه و بازو است. گاهی درد و محدودیت حرکات طی چند ماه برطرف می‌شود، ولی در موارد دیگر ممکن است درد برطرف شود، درحالیکه محدودیت حرکات همچنان وجود داشته و در صورت عدم درمان تثبیت می‌گردد.

#### آرتروز شانه
شانه برخلاف مفاصل دیگر بدن به ندرت دچار آرتروز می‌گردد. بیماری بیشتر در افراد مسن دیده می‌شود. عوامل ذیل در بروز آرتروز شانه مؤثر هستند:
- ضربه
- افزایش سن یا پیری
- بیماری قلبی
- پارگی عضلات روتاتور کاف

از علائم آرتروز شانه، درد و کاهش دامنه حرکات کمربند شانه‌ای است.

#### آرتروز مفصل آکرومیوکلاویکولار
آرتروز مفصل آکرومیوکلاویکولار (مفصل اخرمی چنبری) نسبت به آرتروز مفصل گلنوهومرال (مفصل شانه) بیشتر دیده می‌شود. این بیماری یک عامل شایع دردهای شانه بوده و معمولاً در افراد مسن ایجاد می‌گردد. زمانی که بیماری پیشرفت می‌کند، به علت تخریب تدریجی غضروف مفصلی، فضای مفصل مربوطه کاهش یافته و ممکن است با تشکیل زوائد استخوانی به نام استئوفیت در حاشیه مفصل همراه باشد.

#### تومورها
هرچه تومورهای استخوانی به مفصل نزدیک‌تر باشند، ممکن است در مراحل پیشرفته باعث محدودیت حرکات مفصلی و درد گردند. گسترش تومورها در استخوان‌ها، همچنین احتمال شکستگی پاتولوژیک (مرضی) را در آن ناحیه افزایش می‌دهد.

#### سل شانه
سل مفصل شانه نسبت به سل ستون فقرات، مفصل ران و زانو نادر است. در نوع خشک آن، ترشحات چرکی وجود ندارد ولی در نوع تر، ترشحات چرکی در درون مفصل جمع می‌شود و ممکن است به بیرون راه یابد. محدود شدن حرکات مفصل شانه و درد از علائم دیگر این بیماری است.

#### آرتریت روماتوئید شانه
احتمال درگیر شدن شانه در بیماری آرتریت روماتویید وجود دارد. از علائم این بیماری در صورت درگیر شدن شانه، درد و محدود شدن حرکات شانه‌است.

### شکستگی استخوان‌های شانه (کمربند شانه‌ای)
شکستگی هر یک از استخوان‌های کمربند شانه‌ای ممکن است باعث درد و محدودیت حرکات شانه گردد. هر چه شکستگی به مفصل نزدیک‌تر یا جابه‌جایی بیشتری داشته باشد، محدودیت حرکات و همچنین شدت دردی که بیمار حس می‌کند، افزایش می‌یابد. گاهی شکستگی‌ها با دررفتگی نیز همراه هستند و در نتیجه عوارض بیشتری را در آینده بر جای خواهند گذاشت.

### دردهای ارجاعی
گاهی درد شانه ارتباطی با اختلالات و مشکلات شانه نداشته و از نقاط دیگری به شانه ارجاع می‌گردد که به این دردها در بدن، درد ارجاعی (Referred pain) گفته می‌شود. مهم‌ترین علل دردهای ارجاعی در ارتباط با شانه عبارتنداز:
- فتق دیسک بین مهره‌ای فقرات گردنی
- بیماری‌های قلبی
- تنگی مجرای نخاعی گردنی
- اسپوندیلوز گردنی یا آرتروز مهره‌های گردن
- تومورهایی که به نخاع گردن یا ریشه‌های اعصاب آن‌ها فشار وارد کند
- در برخی موارد به دلیل وجود نشانگان مجرای مچ دستی(C.T.S)که در درگیری عصب مدین در ناحیه مچ دست ایجاد می‌گردد.
- عفونت‌های زیر دیافراگم
- مشکلات کیسه صفرا
- انتقال اسید معده به مری
- ناراحتی‌های قفسه سینه

### علل دیگر
- وجود نقاط ماشه‌ای در عضلات شانه. نقاط ماشه‌ای یا تریگر پوینت که در عضلات یا فاسیای آن‌ها ایجاد می‌شوند، معمولاً در لمس حساس هستند.
- آسیب شبکه بازویی (براکیال)
- سندرم خروجی قفسه سینه (T.O.S)
- سندرم شانه دست انگشتان، که ممکن است در ارتباط با اختلالات شانه یا بیماری‌هایی که باعث ایجاد درد ارجاعی می‌گردند، به وجود آید.

## درمان
با توجه به عامل درد شانه و مشکلات حرکتی کمربند شانه‌ای، درمان ممکن است در ارتباط با یک یا مجموعه‌ای از موارد زیر باشد:
- دارویی
- فیزیوتراپی
- درمانارتوپدی
- جراحی